# William de Gloucester
Pour les articles homonymes, voir Guillaume de Gloucester.
 (février 2017).
Si vous disposez d'ouvrages ou d'articles de référence ou si vous connaissez des sites web de qualité traitant du thème abordé ici, merci de compléter l'article en donnant les références utiles à sa vérifiabilité et en les liant à la section « Notes et références ».
Le prince William Henry Andrew Frederick de Gloucester, né le 18 décembre 1941 à Monken Hadley dans le Hertfordshire (aujourd'hui le borough londonien de Barnet) et mort le 28 août 1972 à Wolverhampton (Royaume-Uni), était le fils aîné du prince Henry (1900-1974), duc de Gloucester, et son épouse, Alice Montagu-Douglas-Scott (1901-2004). Il était le petit-fils du roi George V (1865-1936) et le cousin germain de l’ancienne souveraine, Élisabeth II (1926-2022).
Sa titulature officielle était jusqu’à sa mort, Son Altesse royale le prince William de Gloucester

## Biographie

### Vie

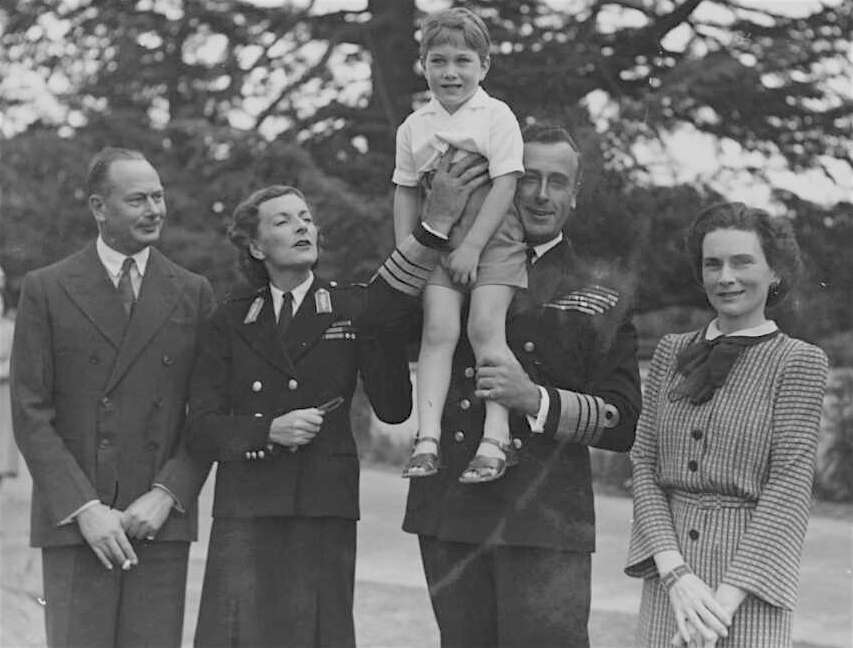
Le prince William de Gloucester, avec ses parents (Henry et Alice) avec Lord et Lady Mountbatten, en Australie, en 1946

Les parents de William de Gloucester, Henry et Alice, se marièrent le 6 novembre 1935. Le jeune prince vit le jour six ans plus tard, en décembre 1941, et fut baptisé en février de l'année suivante en la chapelle privée du château de Windsor avec pour principal parrain et marraine le roi George VI (1895-1952), son oncle, et la reine Mary de Teck (1867-1953), sa grand-mère paternelle. Il passa la majeure partie de son enfance en Australie dont son père était gouverneur général. Il assura ses fonctions de jeune membre de la famille royale une première fois, en novembre 1947, à l'occasion du mariage de sa cousine Elisabeth (alors princesse) dont il fut l'un des garçons d'honneur. Plus tard, il intégra l'université de Cambridge dont il ressortit diplômé. Il intégra le Foreign and Commonwealth Office, ce qui l'obligea à beaucoup travailler à l'étranger, au Nigeria et au Japon notamment. Il abandonna finalement sa carrière diplomatique lorsque la santé de son père, le duc de Gloucester, vint à décliner. Il seconda de plus en plus souvent le prince Henry dans ses obligations royales et se consacra plus à la Couronne qu'auparavant. Il lui arriva même de tenir le rôle de conseiller d’État en l'absence de sa cousine la reine. C'est à cette époque justement que l'on diagnostiqua une porphyrie à William.

### Décès
La vie du jeune prince prit brusquement fin le 28 août 1972 lors d'un meeting aérien donné à l'aéroport de Wolverhampton Halfpenny, trophée à la clé. William était friand de ce genre de compétition et possédait plusieurs avions. Aussi, c'est avec enthousiasme qu'il tint à y participer en compagnie de son fidèle copilote, Vyrell Mitchell. Durant le concours cependant, et ce sous le regard de près de trente mille spectateurs, leur appareil, un Piper Cherokee dont l'une des ailes avait tapé un arbre de plein fouet peu après le décollage, commença à perdre dangereusement de l'altitude et finit par s'écraser, de façon totalement incontrôlée. La carcasse prit immédiatement feu et aucune des personnes présentes sur les lieux ne put porter secours à temps au prince et son copilote (il fallut deux heures pour maîtriser l'incendie). Les corps, défigurés par les flammes, ne furent identifiés que le lendemain de l'accident. 
Les obsèques du prince William furent célébrés en la chapelle Saint-Georges de Windsor en présence de la famille royale puis sa dépouille fut inhumée au cimetière royal de Frogmore. Henry de Gloucester, très malade, mourut et y rejoignit son fils trois ans plus tard. La vie privée du prince est restée très secrète. Bien qu'il ne se soit jamais marié, on sait qu'il eut une liaison sérieuse avec une jeune hôtesse de l'air hongroise, Zsuzsi Starkloff, et qu'il songea à l'épouser en dépit des réticences affichées de sa famille (celle-ci n'invitera d'ailleurs pas la jeune femme aux obsèques du prince). Enfin, William était très proche de son petit-cousin Charles, premier fils de la reine Elisabeth II, de sept ans son cadet. Le prince de Galles, très affecté par son décès, le considérait comme un exemple et baptisa son fils aîné William (aujourd'hui prince de Galles) en son honneur près de dix ans après le tragique accident. 
Le frère cadet de William, Richard (né en 1944), est l'actuel duc de Gloucester. Sa mère, Alice Montagu-Douglas-Scott, devint la doyenne de la famille royale et mourut à 102 ans en octobre 2004, dépassant de peu sa belle-sœur, la reine mère Élisabeth (décédée en mars 2002).

## Dans la culture populaire
Dans le premier épisode de la saison 1 de The Crown, son personnage apparaît, lors du mariage de sa cousine la princesse Élisabeth et de Philip Mountbatten, où il est crédité comme « Page Boy », il est interprété par Leon Hutching.